# 紫花野决明
紫花野决明（学名：Thermopsis barbata）为豆科野决明属下的一个种。

## 扩展阅读
- 維基物種上的相關：紫花野决明